# Мачаин, Факундо
Хосе Факундо Мачаин Рекальде (исп. José Facundo Machaín Recalde, 26 ноября 1845 — 29 октября 1877) — парагвайский юрист и государственный деятель, президент Парагвая (1870).

## Биография
Родился в Асунсьоне. Высшее образование получал в Чили, где его профессором был Андрес Бельо.
В конце Парагвайской войны, после того, как Асунсьон был занят бразильскими войсками, победители образовали в стране новое, лояльное им правительство. С 15 августа 1869 года Парагваем стал править триумвират из Сирило Риваролы, Карлоса Лоисаги и Хосе Диаса де Бедои. Однако в мае 1870 года Хосе Диас де Бедоя подал в отставку, а 31 августа 1870 года то же сделал и Карлос Лоисага. В этих условиях Национальная Ассамблея объявила о прекращении правления триумвирата и о введении поста президента республики. 37 голосами против 5 на пост президента был избран Факундо Мачаин.
Однако президентство Мачаина продлилось лишь 12 часов. Уже 1 сентября 1870 года Сирило Антонио Риварола, опираясь на верные ему войска, совершил первый в истории Парагвая военный переворот, сверг Мачаина и заставил Национальную Ассамблею вновь признать себя главой государства.

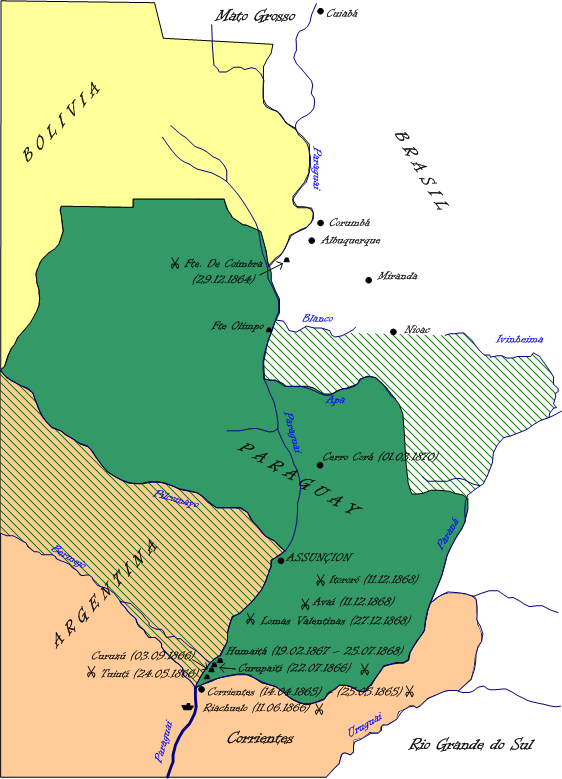
Изменение границ Парагвая после Парагвайской войны

В 1872 году стал членом Верховного суда. Во время президентства Хуана Баутисты Хиля стал национальным канцлером, и будучи в этой должности вёл переговоры с аргентинским канцлером Бернардо де Иригойеном о границе между странами после Парагвайской войны, завершившиеся в 1876 году подписанием договора Мачаина-Иригойена.
Был первым директором Национального колледжа в Асунсьоне, из здания которого стал в 1877 году свидетелем убийства президента Хиля. Во время судебного процесса был защитником обвиняемых в убийстве, в результате политических пертубаций сам оказался в тюрьме вместе со своими подзащитными. Был убит в своей камере во время «убийств в Общественной тюрьме».